# Jyrki Jokipakka
Jyrki Jokipakka (* 20. srpna 1991, Tampere) je finský hokejový obránce hrající v severoamerické National Hockey League (NHL) za tým Calgary Flames. V této soutěži působil i v týmu Dallas Stars, jenž ho v roce 2011 draftoval v 7. kole ze 195. pozice celkově.

## Hráčská kariéra
Jokipakka v domácí soutěži (SM-lize) debutoval jako junior v sezóně 2010/11 za mužstvo Ilves, tým který sídlí v jeho rodném městě Tampere. Po Vstupním draftu NHL 2011, kde si jej vybral tým Dallas Stars, podepsal s vedením tohoto klubu dne 14. června 2012 tříletou nováčkovskou smlouvu. Následně byl poslán zpátky do Ilves, kde odehrál sezónu 2012/13.
V jeho první sezóně za mořem byl poslán do farmářského týmu Texas Stars hrající ho American Hockey League (AHL), kde odehrál kompletní sezónu 2013/14. V základní části si v 68 zápasech připsal 5 branek a 16 asistencí, celkem tedy 21 kanadských bodů. V play-off pak pomohl svému týmu 5 asistencemi v 21 utkáních k zisku Calderova poháru pro vítěze ligy.
Debutu v National Hockey League (NHL) se v dresu Dallasu dočkal v sezóně 2014/15, 24. října 2014, proti týmu New Jersey Devils. V následujícím ročníku 2015/16 se napevno zabydlel v sestavě Dallasu, za který odehrál 40 zápasů předtím, než byl 29. února 2016 vyměněn společně s Brettem Pollockem a podmínečným výběrem ve 2. kole v draftu 2016 za Krise Russella do Calgary Flames.

## Klubové statistiky
| Sezona           | Klub                 | Soutěž           | Základní část | Základní část | Základní část | Základní část | Základní část | Play off | Play off | Play off | Play off | Play off |
| Sezona           | Klub                 | Soutěž           | Z             | G             | A             | B             | TM            | Z        | G        | A        | B        | TM       |
| ---------------- | -------------------- | ---------------- | ------------- | ------------- | ------------- | ------------- | ------------- | -------- | -------- | -------- | -------- | -------- |
| 2010/11          | Ilves                | SM-l             | 48            | 1             | 8             | 9             | 18            | 5        | 0        | 0        | 0        | 2        |
| 2010/11          | LeKi                 | Mestis           | 1             | 0             | 0             | 0             | 0             | —        | —        | —        | —        | —        |
| 2011/12          | Ilves                | SM-l             | 52            | 9             | 8             | 17            | 18            | —        | —        | —        | —        | —        |
| 2011/12          | LeKi                 | Mestis           | 3             | 1             | 0             | 1             | 0             | —        | —        | —        | —        | —        |
| 2012/13          | Ilves                | SM-l             | 59            | 5             | 13            | 18            | 20            | —        | —        | —        | —        | —        |
| 2013/14          | Texas Stars          | AHL              | 68            | 5             | 16            | 21            | 32            | 21       | 0        | 5        | 5        | 8        |
| 2014/15          | Texas Stars          | AHL              | 19            | 3             | 2             | 5             | 4             | —        | —        | —        | —        | —        |
| 2014/15          | Dallas Stars         | NHL              | 51            | 0             | 10            | 10            | 8             | —        | —        | —        | —        | —        |
| 2015/16          | Dallas Stars         | NHL              | 40            | 2             | 4             | 6             | 6             | —        | —        | —        | —        | —        |
| 2015/16          | Calgary Flames       | NHL              | 18            | 0             | 6             | 6             | 8             | —        | —        | —        | —        | —        |
| 2016/17          | Calgary Flames       | NHL              | 38            | 1             | 5             | 6             | —             | —        | —        | —        | —        | —        |
| 2016/17          | Ottawa Senators      | NHL              | 3             | 0             | 0             | 0             | —             | —        | —        | —        | —        | —        |
| 2017/18          | HK Soči              | KHL              | 35            | 2             | 9             | 11            | 42            | 5        | 1        | 1        | 2        | 4        |
| 2018/19          | HK Soči              | KHL              | 59            | 10            | 14            | 24            | 10            | 5        | 1        | 1        | 2        | 16       |
| 2019/20          | HK Sibir Novosibirsk | KHL              | 58            | 4             | 28            | 32            | 16            | 5        | 0        | 4        | 4        | 2        |
| 2020/21          | HK Sibir Novosibirsk | KHL              | 59            | 5             | 19            | 24            | 12            | —        | —        | —        | —        | —        |
| 2021/22          | HK Sibir Novosibirsk | KHL              | 31            | 3             | 11            | 14            | 10            | 1        | 0        | 0        | 0        | 0        |
| SM-liiga celkově | SM-liiga celkově     | SM-liiga celkově | 159           | 15            | 29            | 44            | 56            | 5        | 0        | 0        | 0        | 2        |
| NHL celkově      | NHL celkově          | NHL celkově      | 109           | 2             | 20            | 22            | 22            | —        | —        | —        | —        | —        |

### Reprezentační statistiky
| 2011            | Finsko 20       | MSJ             | 6. místo        | 6  | 1 | 2 | 3 | 4 |
| 2015            | Finsko          | MS              | 6. místo        | 8  | 2 | 0 | 2 | 2 |
| 2016            | Finsko          | SP              | 8. místo        | 2  | 0 | 0 | 0 | 2 |
| Junioři celkově | Junioři celkově | Junioři celkově | Junioři celkově | 6  | 1 | 2 | 3 | 4 |
| Senioři celkově | Senioři celkově | Senioři celkově | Senioři celkově | 10 | 2 | 0 | 2 | 4 |

#### Profily
- Jyrki Jokipakka – statistiky na Hockeydb.com (anglicky)
- Jyrki Jokipakka – statistiky na Elite Prospects (anglicky)
- Jyrki Jokipakka – statistiky na NHL.com